# Fregel·les
Fregel·les (llatí: Fregellae grec antic: Φρεγέλλαι) va ser una ciutat del Latium, però pròpiament era una ciutat dels volscs inclosa administrativament al Laci. Era a la riba esquerra del riu Liris, prop de la confluència amb el Trerus i a poca distància de la via Llatina, diu Estrabó.
Segons Titus Livi el territori l'ocupaven originàriament els sidicins i després els volscs als que els samnites van arrabassar i es diu que la van destruir. L'any 328 aC els romans es van apoderar d'aquesta part de la vall del Liris, van restaurar Fregel·les i hi van establir una colònia romana, cosa que va enfurir als samnites i va ser una de les causes directes de la Segona Guerra Samnita. Els samnites la van ocupar dues o tres vegades durant la guerra però sempre els romans la van recuperar. Durant l'avanç de Pirros de l'Epir cap a Roma el 279 aC suposadament va assolar el territori de Fregel·les però no se sap segur si la va ocupar. L'any 211 aC va fer front a Hanníbal i van destruir el pont del Liris per dificultar l'avanç cartaginès, cosa que els cartaginesos van castigar severament, saquejant minuciosament el territori. A pesar d'això, l'any 209 aC la ciutat va ser una de les 18 colònies que es va mantenir fidel a Roma i es menciona un cos de cavalleria de la seva ciutat en la batalla on va morir el cònsol Marc Claudi Marcel. Sorprèn que després de tanta fidelitat, la ciutat es revoltés contra Roma al segle següent, quan els romans era al cim del seu poder, i això s'interpreta com un signe del descontentament de les ciutats italianes. Aquest moviment no va reeixir i el pretor Luci Opimi la va ocupar l'any 125 aC. Va ser destruïda i no va recuperar la seva prosperitat. Es va establir a més una colònia a Fabratèria, a la rodalia, el 124 aC, suposadament amb les terres confiscades, i per controlar de prop a Fregel·les. En temps d'Estrabó havia perdut importància i era un llogaret però encara molt visitat per afers religiosos pels habitants del pobles propers. Plini el Vell ja no l'esmenta. A l'Itinerari d'Antoní apareix una estació amb el nom Fregellae però sembla que no és la mateixa ciutat.
El lloc de la ciutat va ser difícil de determinar. Es van trobar diverses ruïnes considerables a la vora del Liris però cap inscripció permetia determinar a quina ciutat corresponien. La més probable semblava ser San Giovanni Incarico, enfront d'Isoletta, a la riba dreta, però la troballa d'alguna inscripció va demostrar que es tractava de Fabrateria Nova, és a dir de la colònia romana de Fabrateria. La partida es diu encara Opi o Opio probablement derivat d'Oppidum. Tot i així aquest punt té en contra trobar-se massa lluny del recorregut suposat de la via Llatina.